# Cambio (Negrita)
Cambio è il primo singolo dei Negrita, estratto dall'omonimo album, il primo della band.
Il brano è stato inserito nella colonna sonora del film Così è la vita di Aldo, Giovanni e Giacomo.

## Video musicale
Il videoclip mostra tutti i componenti della band suonare nudi, coperti solamente dagli strumenti. In alcune scene si vede il contrasto dei colori, il negativo e alcune scritte che accompagnano alcuni versi della canzone.